# Karl Keinath
Karl Keinath (* 22. November 1935 in Dettingen/Erms; † 22. November 2023 ebenda) war ein deutscher Wirtschaftswissenschaftler und Hochschullehrer.

## Leben und Wirken
Karl Keinath besuchte von 1952 bis 1955 das Wirtschaftsgymnasium in Reutlingen und legte dort seine Reifeprüfung ab. Es folgte zunächst eine kaufmännische Lehre zum Bankkaufmann bei der Volksbank in Metzingen. Von 1957 bis 1962 studierte er dann Volkswirtschaftslehre an den Universitäten in Tübingen und München (1959/60). An der Eberhard Karls Universität Tübingen bestand er 1962 die Diplomprüfung. Eine wissenschaftliche Assistentenstelle verwaltete er in Tübingen bei Norbert Kloten von 1963 bis 1966, bei dem er 1968 promovierte. Seit 1967 hatte er eine Assistentenstelle bei Erich Arndt (Lehrstuhl für Volkswirtschaftslehre) in Tübingen inne. Nach seiner Habilitation lehrte Keinath von 1976 bis 1981 als Privatdozent an der Universität Tübingen. Bis 2001 hatte er dann einen Lehrstuhl für Volkswirtschaftslehre in Tübingen inne, dessen Schwerpunkt vor allem auf dem Gebiet der Wirtschaftspolitik lag. 

## Schriften
- (Mitarb.): Norbert Kloten u. a.: Regionale Strukturpolitik und wirtschaftliches Wachstum in der Marktwirtschaft. Tübingen 1965.

- Wachstum und Außenhandel. Eine Gleichgewichtsanalyse unter besonderer Berücksichtigung des Zwei-Länder-Falles. Dissertation Universität Tübingen 1968.
- Optimales Wachstum und Außenhandel in neoklassischen Modellen. In: Zeitschrift für die gesamte Staatswissenschaft, Bd. 127 (1971), S. 256–271.
- Geldschöpfung auf dem Euro-Dollarmarkt (= Wirtschaft und Gesellschaft, Bd. 6). Mohr, Tübingen 1973, ISBN 3-16-334511-5.
- Gibt es regionale Konjunkturzyklen? Besonderheiten der Konjunkturentwicklung in Baden-Württemberg. In: Bürger & Staat, Jg. 1977, S. 10–13.
- Möglichkeiten einer Regionalisierung der Konjunkturpolitik. In: Wirtschaftsdienst, Bd. 57 (1977), S. 36–40.
- Regionale Aspekte der Konjunkturpolitik. Ein Beitrag zum Problem der regionalen Differenzierung der Globalsteuerung (= Tübinger wirtschaftswissenschaftliche Abhandlungen, Bd. 22). Mohr, Tübingen 1978, ISBN 3-16-340432-4 (Habilitationsschrift Universität Tübingen).
- Regionale Konjunkturschwankungen. Eine empirische Analyse der Bundesrepublik Deutschland 1950–1974 (= Tübinger wirtschaftswissenschaftliche Abhandlungen, Bd. 23). Mohr, Tübingen 1978, ISBN 3-16-340712-9.
- Theoretische Aspekte der Stagflationserklärung/Theoretical Aspects of Stagflation. In: Jahrbücher für Nationalökonomie und Statistik, Bd. 193 (1978), S. 193–219.
- Bedeutung der Einkommenskreislaufgeschwindigkeit des Geldes für die Effizienz der Geldpolitik bei festen und flexiblen Wechselkursen. In: Kredig und Kapital, Bd. 14 (1981), S. 180–185.